# Pamela Molina
Pamela Molina Toledo (Valparaíso, 25 de abril de 1965) es una conferencista, autora, profesora, activista por la inclusión de las personas sordas y con discapacidad auditiva chilena. 
Actualmente, es Directora Ejecutiva de la Federación Mundial de Sordos (World Federation of the Deaf). Conferencista internacional sobre Derechos de Personas con Discapacidad, ha publicado varios artículos sobre la materia a nivel internacional.
Licenciada en Literatura y Diplomada en Periodismo Cultural de la Universidad de Chile, magíster en Discapacidad y Desarrollo Humano de la Universidad de Illinois Chicago (UIC), EE. UU.; Profesora Adjunta de la Maestría en Desarrollo Internacional de la Universidad de Gallaudet, y Especialista en Discapacidad de la Sección de Grupos en Situación de Vulnerabilidad, en el Departamento de Inclusión Social de la Secretaría de Acceso a Derechos y Equidad de la Organización de Estados Americanos, en Washington D. C., EE. UU.
A inicios de su adolescencia, quedó sorda abruptamente por algún fenómeno desconocido y tuvo que aprender el proceso de adquirir identidad sorda y tomar conciencia de los derechos que generalmente la sociedad vulnera a las personas de esta condición. Vivió una difícil etapa en la educación secundaria, dado que fue víctima frecuente de bullying, debido a que aún no tenía suficientes herramientas para defenderse. 

"Me convertí en una persona sorda cuando tenía 13 años. Un día era una persona oyente - "normal", desde el punto de vista de la sociedad, y al día siguiente era sorda y, por lo tanto, una persona desfavorecida para la sociedad como si tuviera menos valor o menos capacidad. Sin embargo, yo era el mismo ser humano, desde mi punto de vista. Experimenté discriminación, acoso, exclusión, estigma, prejuicio, pérdida de amistades; solo porque ya no era una persona oyente. Por tanto, los derechos humanos y la igualdad eran principios que conocía y por los que luchaba desde muy joven. (...) Antes de venir a los Estados Unidos, ya era líder de la Comunidad de Sordos de Chile y abogaba por los derechos de la lengua de señas en las noticias de la televisión pública."
"Un día en la vida de Pamela Molina, Directora Ejecutiva de World Federation of the Deaf (WFD)", Entrevista publicada por Kinnected.org 

Estudió en la Universidad de Chile. Tras su graduación parte a Estudiar a EE.UU.
Desde 2004 hasta 2006 fue parte del comité de expertos que redactaron la Convención Internacional por los Derechos de las Personas con Discapacidad en Naciones Unidas. 
Entre 2008 y 2020 trabajará en la OEA en gerencia y coordinación de programas y proyectos de construcción de capacidades, especialmente en el área de Derechos Humanos y Derechos de las Personas con Discapacidad a nivel regional, nacional y local en la mayoría de los países de América Latina y el Caribe.
En 2014 y 2020 fue seleccionada en la terna de candidatos a la Relatoría Especial en Derechos de las Personas con discapacidad de las Naciones Unidas.

## Estudios
Estudió su formación básica en Colegio Corazón de María de San Miguel. 
La educación media la realizó  en el Liceo María Auxiliadora de La  Cisterna.
Después estudió Licenciatura en Humanidades con mención en Literatura y Diplomada en Periodismo Cultural de la Universidad de Chile.
Realizó en 2005 Estudios de discapacidad y desarrollo humano en Universidad de Illinois en Chicago.
Ingresa a estudiar en 2006, un postgrado en Derechos Humanos en la Universidad de Chicago.

## Trabajo
Conferencista Internacional en temas de derechos de las personas con discapacidad. Da múltiples conferencias en las Américas sobre el tema, para sectores públicos y privados. Ha sido evaluadora de tesis sobre la temática en distintas universidades de América Latina; editora y contribuyente en documentos programáticos regionales; guías de políticas públicas, y evaluadora de publicaciones.
Trabajó desde el 12 de noviembre de 2008 hasta el 31 de diciembre de 2013·como Project manager en Trust for the Americas en Organización de Estados Americanos- OEA en Washington D. C., EEUU. Continuará trabajando como Disability Specialist hasta 31 de diciembre de 2020.
En 2016 ingresa a trabajar como profesora de Diseño y Evaluación de Programas en la Maestría de Desarrollo Internacional en la Universidad de Gallaudet.
Desde 2017 participa  en el equipo del "Programa de Promoción de la Educación Inclusiva en la Américas" de la OEA, capacitando a profesores, comunidades educativas, familias y estudiantes de la región. 
Ha realizado publicaciones en Prospect de Unesco sobre el tema de la inclusión educativa de personas con discapacidad. 
Se desempeña como CEO o Directora Ejecutiva  de la Federación mundial de Sordos desde el 1 de enero de 2021 hasta la fecha.
En enero de 2023, sin dejar de ejercer como Directora Ejecutiva de la FMS, regresa a la OEA, esta vez a la Comisión Interamericana de Derechos Humanos (CIDH), como especialista de la Relatoría sobre Derechos de las Personas con Discapacidad de dicha Comisión.

## Activismo
En 1999 ingresa al Club Real de Sordos de Chile, una agrupación comunitaria de la comuna de La Reina, en Santiago. En el año 2000 es electa presidenta y logra la inscripción a nivel nacional de la organización como Corporación Ciudadanía Real de Sordos de Chile (CRESOR).
Fue electa en el año 2001 como consejera nacional del Fondo Nacional de la Discapacidad FONADIS, cargo que ejerció hasta 2008.
En 2002 como presidenta de CRESOR y con asesoría jurídica de la Universidad Diego Portales, presenta demanda contra canales de televisión abierta asociados en ANATEL por violación de la Ley 19.284 de Integración de Personas con Discapacidad al no hacer accesibles sus noticieros para la comunidad sorda nacional a través de la Lengua de Señas Chilena. La Corte de Apelaciones de Santiago  acogió la demanda y ordenó que en un plazo de 15 días los canales de la televisión abierta incorporaran intérpretes de lengua de señas en sus noticieros diarios. ANATEL apeló a la Corte Suprema, que falló a favor de los canales de TV.  Pamela convoca a conferencia de prensa en conjunto con la Clínica Jurídica de la Universidad Diego Portales y anuncia que presentará demanda contra el Estado de Chile ante la Corte Interamericana de Derechos Humanos. Una semana después de esa conferencia, el Gobierno de Chile la convoca para una negociación con ANATEL y el Consejo Nacional de Televisión. La negociación dura seis meses, dentro de los cuales, Molina viaja a lo largo de todo el país, convocando a todas las organizaciones de personas sordas de Chile a firmar un acuerdo marco con ANATEL para la inclusión de intérpretes de Lengua de Señas Chilena (LSCH) de manera rotativa en los canales públicos, y de manera indefinida. La firma de ese acuerdo entre ANATEL y todas las principales organizaciones de personas sordas de Chile se logró a principios del año 2003, y desde el 31 de marzo de ese año se han incluido intérpretes de lengua de señas en las noticias de los canales de televisión abierta.
En 2012 es fundadora y presidenta de Fundación Derechos Civiles y Desarrollo en Equidad para las Personas con Discapacidad (DECIDE).
En 2014 es seleccionada en la terna de candidatos a nivel mundial para la primera Relatoría Especial de Naciones Unidas por los Derechos de las Personas con Discapacidad. En el año 2020 volvió a ser seleccionada en la terna para la segunda Relatoría en el tema. 
En 2019 es invitada a formar parte del Consejo Asesor de la Red Latinoamericana por la Educación Inclusiva, RREI. Desde ese año asesora también a la comunidad sorda de Chile desde la perspectiva del Derecho Internacional de los Derechos Humanos, en la lucha por la modificación de la nueva Ley chilena 20.422 sobre Inclusión Social de Personas con Discapacidad, a fin de que incluyera un claro reconocimiento de la lengua de señas chilena "como patrimonio cultural intangible de la comunidad sorda de Chile y como lengua original y primaria de las personas sordas, vehículo esencial para una educación bilingüe e intercultural".  Dicha modificación, redactada en conjunto con la comunidad sorda, fue aprobada en enero del 2021. 
Durante 2021 se encuentra abogando por el reconocimiento constitucional de la Lengua de Señas Chilena como la lengua de la comunidad sorda de Chile y de Chile mismo como un país plurilingüe, en el proceso constituyente que vive Chile.

“Quiero que la gente entienda que las lenguas de señas son lenguas completas y reales, la lengua natural y nativa de personas principalmente visuales. La privación de su idioma entre los 0 y los 5 años condena a las personas sordas a la exclusión y a una brecha de por vida para lograr la igualdad y la inclusión social. Sin el reconocimiento de la lengua de señas, las personas sordas no pueden ejercer ningún derecho humano"
Pamela Molina, Directora Ejecutiva WFD. En Kinnected

## Publicaciones
- Molina Toledo, Pamela: “Debería ser “normal” la nueva normalidad?. Inclusión, Equidad, y las personas con discapacidad. En: Inclusión vs Equidad, vol 1. Repensar la marginación en América Latina. Coordinación de Lorena Julio.[8]
- Molina, Pamela: "Educación para Todos: un desafío al sistema". Miradas y Mensajes en Educación en Derechos Humanos. Ed. Abraham Magendzo, Santiago, Chile, Editorial LOM, págs. 107-117, 2004.
- Molina, Pamela: “Educación Inclusiva para personas sordas en McOndo”. Voces de la Alteridad, Ed. Patricia Brogna. Ciudad de México, México, UNAM-FES Iztacala y RIIE, pp. 86-94, 2009.
- Molina, Pamela: "En las Naciones Unidas: El Sur también existe". Defensa de los Derechos Humanos y la Discapacidad. Sabatello y Schulze, Filadelfia: University of Pennsylvania Press, págs. 171-187, octubre de 2013.[9]
- Calderón, Ainscow, Bersanelli y Molina-Toledo: "Inclusión educativa y equidad en América Latina: un análisis de los retos". Prospects Journal, UNESCO, 2020. (Versión en español pronta a publicarse).
- Molina-Toledo Pamela: "Mujeres sordas, niñas sordas y violencia de género: La doble conciencia y doble vinculación". En: Revista Parlamentaria XII (Edición Especial). LEGIS, Guatemala, noviembre de 2020, pp. 103-130.[10]